# Charles-Alexandre Geoffroy de Grandmaison
Pour les articles homonymes, voir Grandmaison.
Charles-Alexandre Geoffroy de Grandmaison, né à Paris le 7 septembre 1858 et mort au château de Nagel le 30 octobre 1931, est un écrivain et historien français.

## Biographie
Fils de Frédéric Geoffroy de Grandmaison et de Stéphanie de Dineur d'Aymeries, il suit ses études au lycée Charlemagne, puis à l'École Massillon et à l'Institut catholique de Paris. Licencié en droit, il devient avocat à la Cour d'appel de Paris. Geoffroy de Grandmaison consacra une grande partie de son activité aux cercles catholiques d’ouvriers. Il fut de bonne heure un membre actif de la Conférence Olivaint. C’est là qu’il fit la connaissance d’Albert de Mun dont il devint le fidèle collaborateur et secrétaire, notamment sur les Discours parus en 1888, et à la suite duquel il fut élu en 1910 président de la Société bibliographique, fonction qu’il assura jusqu’à sa mort en 1931. Charles de Grandmaison devient membre du Comité de l'Union des œuvres des cercles catholiques d'ouvriers.
Il fut également membre des conseils de la Société d'histoire contemporaine, de la Société d'histoire diplomatique, de l'Académie royale d'histoire de Madrid, de l'Académie des Arcades de Rome et de l'Académie des sciences, belles-lettres et arts de Clermont-Ferrand. 
Pendant la guerre, il organisa des bibliothèques circulantes afin de permettre la lecture dans les tranchées, les hôpitaux et les camps de prisonniers. Il fut directeur du Bureau des Aumôniers militaires, membre du Comité central de la Croix-Rouge française (SBM) et du Comité catholique de propagande française à l'étranger.
Le pape Benoît XV rendit un hommage solennel à son dévouement et déclara qu’il avait bien mérité de l’Église. Il était Grand-croix de l'ordre du Saint-Sépulcre le 5 juin 1919, grand-officier de l'ordre d'Isabelle-la-Catholique, commandeur de l'ordre de Saint-Grégoire-le-Grand, chevalier de l'ordre de Charles III d'Espagne.
Charles Geoffroy de Grandmaison épousa, le 23 septembre 1884 au château de Nagel, Marie-Thérèse Parent du Châtelet, petite fille d'Alexandre Parent du Châtelet et de Jean-Baptiste-Julien Le Cornier de Cideville.

## Publications
- 1889 - La Congrégation (1801-1830). Préface de M. le comte Albert de Mun. (Gallica)
- 1889 - Notes sur les seigneuries et le château de Nagel (Gallica)
- 1892 - L’Ambassade française en Espagne pendant la Révolution (1789-1804)
- 1894 - Un curé d’autrefois : l'Abbé de Talhouët, 1737-1802.
- 1895 - Napoléon et les cardinaux noirs (1810-1814) (Gallica)
- 1896 - Napoléon et ses récents historiens. Ouvrage couronné par l’Académie française : Prix Marcelin Guérin.
- 1898 - Mémoires du comte de Moré (1758-1837), avec la collaboration du comte de Pontgibaud. (Gallica)
- 1898 - Un Demi-siècle de souvenirs : Barras, Norvins, Talleyrand, Pasquier, la maréchale Oudinot, le dernier soldat de la Restauration, un cavalier du Second Empire. (Gallica)
- 1899 - Murat en Espagne (1808). Le Correspondant 1899.
- 1899 - La France et l'Espagne pendant le Premier Empire. (Gallica)
- 1900 - Talleyrand et les affaires d’Espagne en 1808. Revue des questions historiques (1er octobre 1900).
- 1900 - Le Prince d’Espagne à Valençay.
- 1902 - Le jubilé de 1825 : la première année sainte du XIXe siècle (Gallica)
- 1903 - Madame Julie Lavergne et sa correspondance 1823-1886.
- 1904 - Le Chancelier Pasquier (1767-1862). (Les Contemporains no 611 26 juin 1904)
- 1905 - La France d’il y a cent ans. Le mois pittoresque et littéraire.
- 1906 - Les bienheureuses carmélites de Compiègne, martyres le 17 juillet 1794.
- 1907 - Madame Louise de France, la vénérable Thérèse de Saint-Augustin (1737-1787). Ouvrage couronné par l’Académie française : Prix Juteau-Duvigneaux.
- 1908 - L’Espagne et Napoléon (1804-1809).
- 1909 - La bienheureuse mère Barat (1779-1865).
- 1910 - Correspondance du comte de la Forest, ambassadeur de France en Espagne (1808-1813). 7 volumes. (Gallica)
- 1920 - Un Caractère de soldat, le capitaine Pierre de Saint-Jouan (1888 -1915). Préface du Général de Castelnau. Ouvrage couronné par l’Académie française : Prix Montyon.
- 1925 - Sainte Madeleine-Sophie Barat (1779-1865).
- 1825 - L’Espagne et Napoléon (1809-1811). (Gallica). Ouvrage couronné par l’Académie française : Prix Thiers.
- 1928 - L’Expédition française d'Espagne en 1823. avec onze lettres inédites de Châteaubriand. (Gallica)
- 1930 - Saint Ignace de Loyola.
- 1930 - Mes journée de juillet 1830 par Edmond Marc, officier de la Chambre du Roi Charles X. Journal inédit publié avec une introduction et des notes par Geoffroy de Grandmaison. (Gallica)
- 1931 - Joseph L'Hopital (1854-1930).
- 1931 - L’Espagne et Napoléon (1812-1814). (Gallica)

## Sources
- Colonel Eugène Parent du Châtelet, Notre famille. Généalogie, Impr. de Montligeon, 1939.